# Neopagetopsis
Neopagetopsis is een monotypisch geslacht van straalvinnige vissen uit de familie van krokodilijsvissen (Channichthyidae).

## Soort
- Neopagetopsis ionah (Nybelin, 1947)